# Éric Dumoulin
Pour les articles homonymes, voir Dumoulin.
 (octobre 2024).
Si vous disposez d'ouvrages ou d'articles de référence ou si vous connaissez des sites web de qualité traitant du thème abordé ici, merci de compléter l'article en donnant les références utiles à sa vérifiabilité et en les liant à la section « Notes et références ».
Éric Dumoulin, né le 5 mars 1965, est un homme politique français. Il est sénateur des Yvelines depuis 2024, apparenté au groupe Les Républicains.

## Biographie
Éric Dumoulin est une personnalité politique française. Maire de Chatou et vice-président du conseil départemental des Yvelines, il devient sénateur des Yvelines le 22 octobre 2024, succédant à Sophie Primas, nommée au gouvernement.

### Formation académique
Éric Dumoulin est diplômé de l'Institut d'études politiques de Paris (section Économie et Finance) en 1989. Il est également titulaire d'un DEA de droit du travail à l'université Paris X Nanterre et d'une double maîtrise en droit des affaires et en droit du travail.

### Carrière professionnelle
Il commence sa carrière en tant que conseiller ministériel. Puis il fonde et dirige une entreprise de stratégie de communication et de rédaction pour des collectivités publiques, des grands groupes et diverses institutions.

## Carrière politique

### Mandats locaux
Après plus de 20 ans de mandat en tant qu'adjoint, Éric Dumoulin est élu en janvier 2018 maire de Chatou, ville de 30 000 habitants. Réélu en 2020, il est également vice-président de la communauté d'agglomération Saint-Germain Boucles de Seine (CASGBS) chargé des finances. Élu conseiller départemental des Yvelines dans le canton de Chatou en 2021, il est nommé président de la commission des finances puis vice-président chargé des Finances.

### Sénat
Le 22 octobre 2024, Éric Dumoulin devient sénateur des Yvelines, en remplacement de Sophie Primas nommée ministre déléguée chargée du Commerce extérieur et des Français de l'étranger. Dans le cadre de ses fonctions de sénateur, Éric Dumoulin est membre de la commission des Affaires économiques ainsi que du groupe d'étude sur l'énergie.

## Autres activités

### Enseignement
Entre 1990 et 2001, Éric Dumoulin est chargé de travaux dirigés en droit du travail et questions sociales à l'université Paris X Nanterre. Il assurera ensuite un cours de finances locales à l'Université Paris IV Sorbonne de 2014 à 2019 pour les étudiants de Master 2 « Aménagement et urbanisme ».

### Publications
Il est l'auteur et co-auteur de plusieurs ouvrages abordant des questions politiques, sociales et économiques :
- Co-auteur de « L'âme des démocraties » éditions Tequi, 1993 ;
- Co-auteur du « Guide de l'aménagement du temps de travail », éditions d'Organisation, 1994
- Co-auteur du « Guide pratique du travail à temps partagé ou multisalariat » éditions d'Organisation, 1996
- Co-auteur « Le guide pratique du télétravail » éditions d'Organisation, 1998 ;
- Auteur de « Politiquement Nègre » aux éditions Robert Laffont, 2008 ;
- Rédacteur de  « Compétitivité AAA » (2012) et « #Accélérer !» (2017) aux éditions d'Organisation pour le compte du SYNTEC.